# Ivan Magill
Sir Ivan Whiteside Magill (* 23. Juli 1888 in Larne, Nordirland; † 25. November 1986) war ein irisch-britischer Anästhesist. Wegen seiner revolutionären Erfindungen im Bereich der Anästhesietechnik gilt er als Vater der modernen Anästhesiologie.

## Leben und Werk
Ivan W. Magill wurde als Sohn des Tuchhändlers Samuel Magill geboren. Den Namen Ivan erhielt er nicht wegen russischer Vorfahren, sondern weil seine Mutter fand, dass der Name besser klang als „John“.
Magill studierte Medizin an der Queen’s University in Belfast und schloss die Ausbildung 1913 ab. Nach seiner Zulassung als Arzt arbeitete er zunächst wenige Monate in Krankenhäusern in Liverpool, als der Erste Weltkrieg ausbrach. Magill meldete sich als Sanitätsoffizier und diente bis zum Ende des Krieges.
Nach dem Krieg arbeitete er zunächst als Anästhesist im Barnet-Lazarett, wechselte aber Anfang 1919 in das Queen Mary’s Hospital, wo er unter anderem den Anästhesisten Stanley Rowbotham (1890–1979) kennenlernte, und mit den plastischen Chirurgen Harold Gillies (1882–1960) und Thomas Pomfret Kilner (1890–1964) zusammenarbeitete.
Zu Magills Studienzeiten wurden Betäubungen noch mit Chloroform, Chlorethan und Distickstoffmonoxid durchgeführt, die mit der Schimmelbusch-Maske inhalativ verabreicht wurden. Wirksame Injektionsanästhetika waren damals noch unbekannt. Die Folgen des Ersten Weltkriegs weckten einen enormen Bedarf nach plastischer Chirurgie im Kopf- und Nackenbereich, die durch die damals üblichen Anästhesiemethoden massiv erschwert wurde. Üblich waren die rektale Anästhesie mit Äther, orale Tuben oder intertracheale Insufflation (Einblasung) von Luft und Äther durch Katheter. Diese Methoden waren riskant, weil der verwendete Diethylether flüchtig und hochentzündlich war und zwangsläufig auch vom Chirurgen eingeatmet wurde.
Magill und Rowbotham bereiteten 1920 die Basis für die Verbreitung der endotrachealen Intubation zu einer regulären Hilfstechnik der Inhalationsnarkose. Magill ersann die Innovation, den Patienten mit einer Röhre durch die Nase zu intubieren, zunächst mit Hilfe eines Laryngoskops (1920, mit geradem Spatel) aber auch „blind“.
Zusätzlich war der Magill-Tubus von der Außenluft abgeschottet, der Anästhesist konnte die Atmung mit Hilfe eines Reservoir-Beutels und Auslassventils vollständig kontrollieren. Ein weiterer Vorteil bestand darin, dass sich der Anästhesist nun vom unmittelbaren Arbeitsbereich des Chirurgen entfernen konnte. Magills Erfindung ermöglichte Eingriffe, die bis dahin unmöglich oder sehr riskant waren, und revolutionierte so die Thoraxchirurgie.
1923 arbeitete er im Londoner Brompton Hospital, wo er sich hauptsächlich mit der Anästhesie bei Atemwegserkrankungen befasste. Er erfand einen Saugekatheter mit aufblasbarer Manschette, die als Bronchialblocker diente und zugleich das Absaugen von Sekret ermöglichte, weiterhin einen Endobronchial-Tubus für die Einlungenanästhesie.
1924 wechselte er zum traditionsreichen Westminster Hospital in London, wo er bis zu seiner Pensionierung arbeitete. Unter Magills weiteren Erfindungen sind ein tragbarer Äther-Anästhesieapparat mit automatischer Tropfenzufuhr, ein batteriebetriebenes Laryngoskop sowie Durchflusssensoren für Inhalationsanästhetika.
1931 wurde er zum Sekretär der Anästhesie-Sektion der Royal Society of Medicine ernannt. Er versuchte in den folgenden Jahren eine Facharztausbildung für Anästhesie zu etablieren, was ihm 1935 gelang.
Während des Zweiten Weltkrieges arbeitete er in London als medizinischer Berater für den Rettungsnotdienst und die Marine. 1945 erlangte er an der Belfast University den Doktorgrad, mit einer Arbeit, die wenige Jahre zuvor von derselben Universität abgelehnt worden war.
1946 wurde er zum Commander des Royal Victorian Order ernannt, 1960 als Knight Commander desselben Ordens geadelt. Er war Mitglied der Royal Society of Medicine, des Royal College of Surgeons, und erhielt auch in den USA zahlreiche Ehrungen.
Er veröffentlichte mehrere Aufsätze in The Lancet, Proceedings of the Royal Society of Medicine, British Medical Journal und Anaesthesia.
Magill heiratete 1916 die Ärztin Edith Banbridge, die 1973 starb. Die Ehe war kinderlos.